# Mlecha
En el marco del hinduismo, un mlecha es una persona que no sigue las normas religiosas o morales de la sociedad hinduista.
- म्लेच्छ, en escritura devánagari.
- mleccha, en el sistema IAST de transliteración.

## Según Monier Williams
Según el Sanskrit-English Dictionary del británico Monier Monier-Williams (1819-1899), un mlecha es: 
- extranjero, bárbaro, no ario, hombre de una raza descastada, que no habla sánscrito o no conforma las instituciones hinduistas, según el Śatapatha brāhmaṇa y otros.
- ignorancia del sánscrito, barbarismo, según el escoliasta[1] del Niaia mala vistara.
- hombre malvado o malo, pecador, según lexicógrafos.
- persona que vive de la agricultura o haciendo armas, según lexicógrafos.
- cobre, según lexicógrafos.
- bermellón, según lexicógrafos.

Por su estructura, se deduce que el término no es indoiranio.
Podría ser un préstamo de un etnónimo de un pueblo no ario.
Asko Parpola ha especulado que el término está relacionado con Meluhha, el nombre de un grupo étnico de la Sumeria de la Edad del Bronce, que a veces se ha identificado con la cultura del valle del Indo.
El escritor Southworth sugiere que proviene de mizi, que significa ‘hablar’ o ‘el habla de alguien’, que deriva del término dravídico correspondiente a ‘idioma’.
El término mlecha no existía todavía en la época de composición del Rig-veda (el texto más antiguo de la India, de mediados del II milenio a. C.).
Su primera aparición ocurre en el texto Śatapatha brāhmaṇa.
El legislador Baudhaiana define mleccha como «alguien que come carne, realiza declaraciones contradictorias o carece de rectitud y pureza de conducta».